# Battle at Big Rock
Battle at Big Rock es un cortometraje de ciencia ficción y aventura de acción de 2019, dirigido por Colin Trevorrow y escrito por Emily Carmichael. Está protagonizada por André Holland, Natalie Martínez, Melody Hurd y Pierson Salvador.
Ambientada un año después de los acontecimientos de Jurassic World: El reino caído de 2018, la historia tiene lugar en el parque nacional Big Rock tras los eventos en la Mansión Lockwood, donde los  dinosaurios fueron liberados y ahora se ven obligados a coexistir con la humanidad.
Battle at Big Rock fue lanzado en  FX en los Estados Unidos el 15 de septiembre de 2019 con un lanzamiento internacional en línea inmediatamente después.

## Argumento
La historia sigue a una familia de 4 cuyo encuentro con estos animales salvajes se convierte en una aterradora lucha por la supervivencia. El problema inicia cuando una madre Nasutoceratops y su cría entran al campamento, de repente un Allosaurus adulto irrumpe y trata de devorar a la cría, la madre logra defenderlo y cuando todo parece perdido llega un macho a disuadir al Allosaurus el cual viéndose imposibilitado de conseguir una presa nota que el bebe de la familia de humanos comienza a llorar, estos tratan de frenar el llanto pero ya es tarde. El depredador ataca la caravana haciéndola dar varios vuelcos y quedando todos aturdidos y heridos. El Allosaurus trata de comerse al bebe que esta asegurado a una silla. Los padres intentan sacarlo en lo que el Allosaurus rompe todo a su paso. La única que logra salir del vehículo es la hija menor, el padre de familia trata de amedrentar al hambriento dinosaurio con una varilla de acero, la madre con un extintor de incendios rocía la boca del animal. Pero parece un caso perdido, hasta que unas flechas impactan la cara del confundido dinosaurio que huye al bosque adolorido. La salvadora es la pequeña que empuñaba una ballesta. La familia se abraza y la historia termina. Los créditos del corto muestra distintas escenas de gente interactuando caóticamente con dinosaurios. Primero vemos a una niña perseguida por un grupo de Compsognathus, luego vemos a un conductor desde la perspectiva de una Go Pro que se topa con un Stegosaurus en la carretera y para evitar impactarlo sale del camino cayendo por un precipicio. Luego vemos unas personas en una lancha por un río observar a un Parasaurolophus bebiendo agua. En la escena siguiente vemos a un  Gran Tiburón Blanco cazando una foca en un salto en el aire solo para ser atrapado también en vuelo por las fauces de la Mosasaurus. Y por último vemos a una  pareja casándose y soltando una pareja de palomas blancas, pero una es capturada al vuelo por un Pteranodon.

## Reparto
- André Holland como Dennis
- Natalie Martinez como Mariana
- Melody Hurd como Kadasha
- Pierson Salvador como Mateo
- Chris Finlayson como Greg

## Criaturas
- Allosaurus
- Compsognathus
- Mosasaurus
- Nasutoceratops
- Parasaurolophus
- Pteranodon
- Stegosaurus

- Datos: Q67775520